# Вінгокер (комуна)
Комуна Вінгокер (швед. Vingåkers kommun) — адміністративно-територіальна одиниця місцевого самоврядування, що розташована в лені Седерманланд у центральній Швеції.
Вінгокер 203-я за величиною території комуна Швеції. Адміністративний центр комуни — місто Вінгокер.

## Населення
Населення становить 8 776 чоловік (станом на вересень 2012 року).
| Кількість населення комуни Вінгокер за 1970-2010 роки | Кількість населення комуни Вінгокер за 1970-2010 роки | Кількість населення комуни Вінгокер за 1970-2010 роки | Кількість населення комуни Вінгокер за 1970-2010 роки | Кількість населення комуни Вінгокер за 1970-2010 роки |
| ----------------------------------------------------- | ----------------------------------------------------- | ----------------------------------------------------- | ----------------------------------------------------- | ----------------------------------------------------- |
| Рік                                                   |                                                       |                                                       | Населення                                             |                                                       |
| 1970                                                  | 1970                                                  |                                                       | 9 679                                                 | 9 679                                                 |
| 1975                                                  | 1975                                                  |                                                       | 9 519                                                 | 9 519                                                 |
| 1980                                                  | 1980                                                  |                                                       | 9 750                                                 | 9 750                                                 |
| 1985                                                  | 1985                                                  |                                                       | 9 721                                                 | 9 721                                                 |
| 1990                                                  | 1990                                                  |                                                       | 9 937                                                 | 9 937                                                 |
| 1995                                                  | 1995                                                  |                                                       | 9 862                                                 | 9 862                                                 |
| 2000                                                  | 2000                                                  |                                                       | 9 186                                                 | 9 186                                                 |
| 2005                                                  | 2005                                                  |                                                       | 9 269                                                 | 9 269                                                 |
| 2010                                                  | 2010                                                  |                                                       | 8 893                                                 | 8 893                                                 |
| Джерело: SCB                                          |                                                       |                                                       |                                                       |                                                       |

## Населені пункти
Комуні підпорядковано 9 міських поселень (tätort) та низка сільських, більші з яких:
- Вінгокер (Vingåker)
- Баґґеторп (Baggetorp)
- Геґше (Högsjö)
- Марморбин (Marmorbyn)
- Леппе (Läppe)

## Галерея

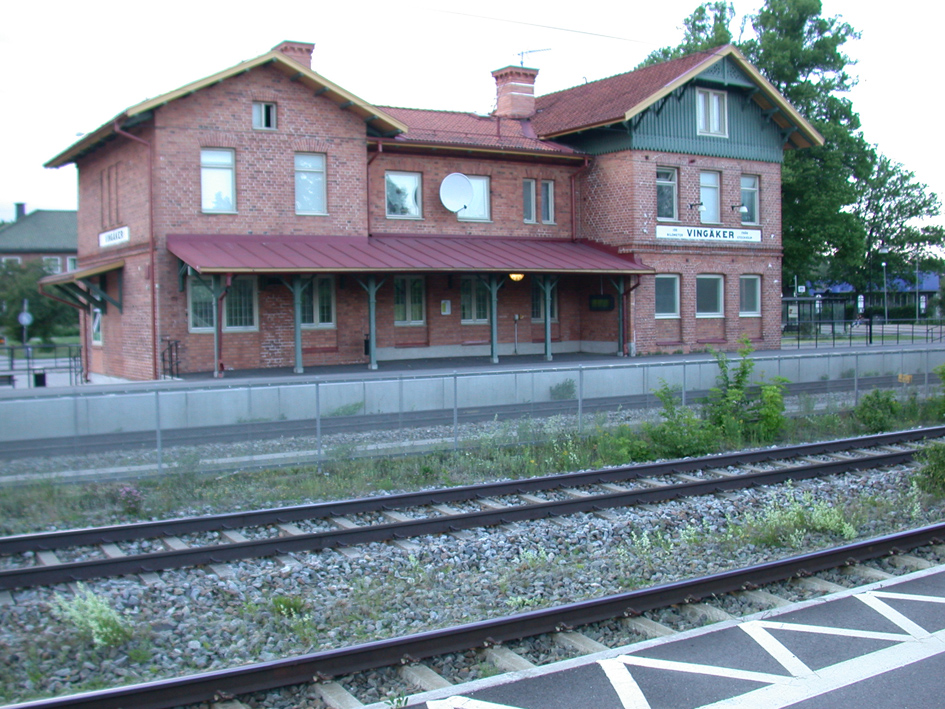
Залізнична станція Вінгокер
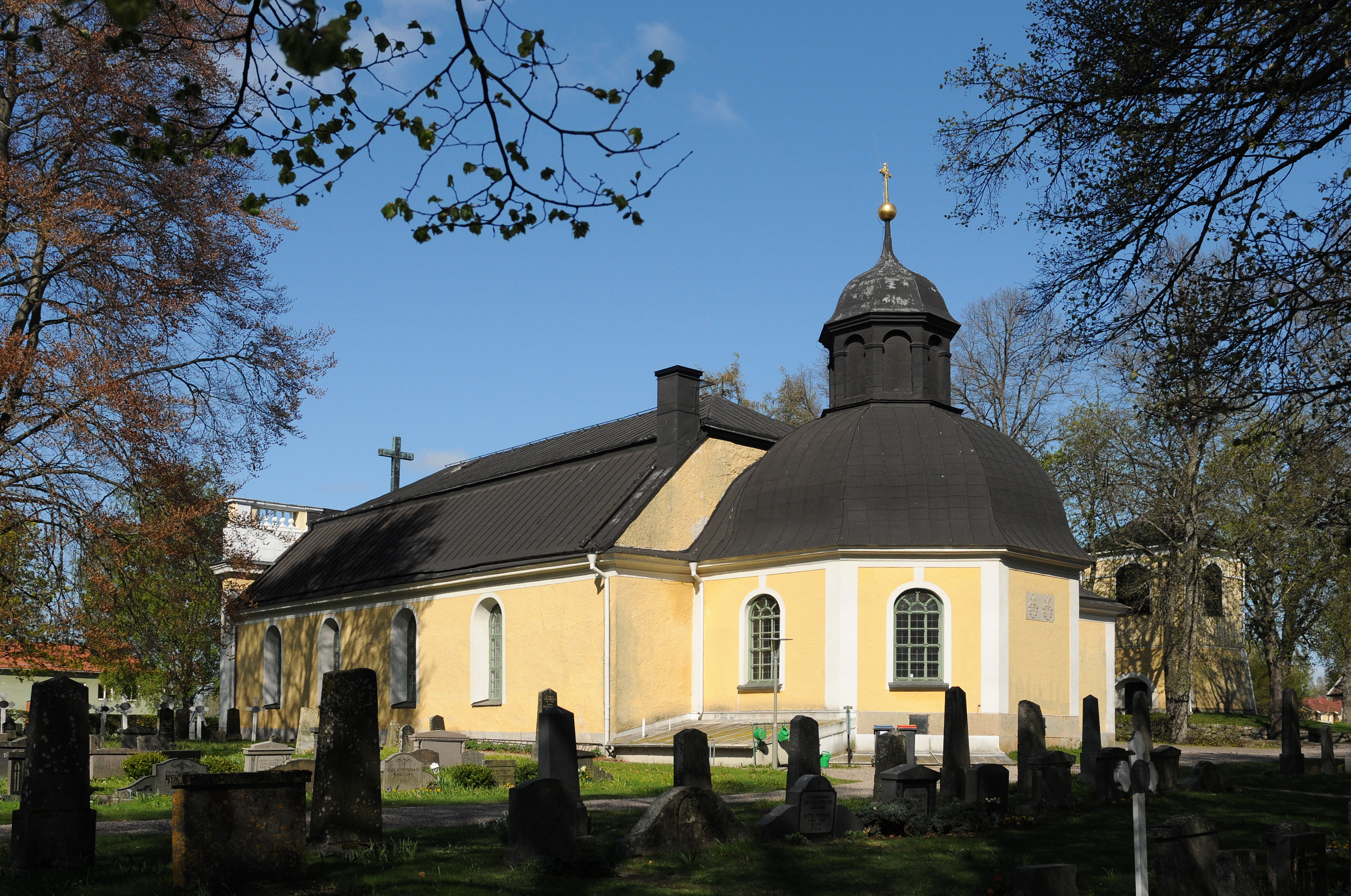
Церква (Естерокер)
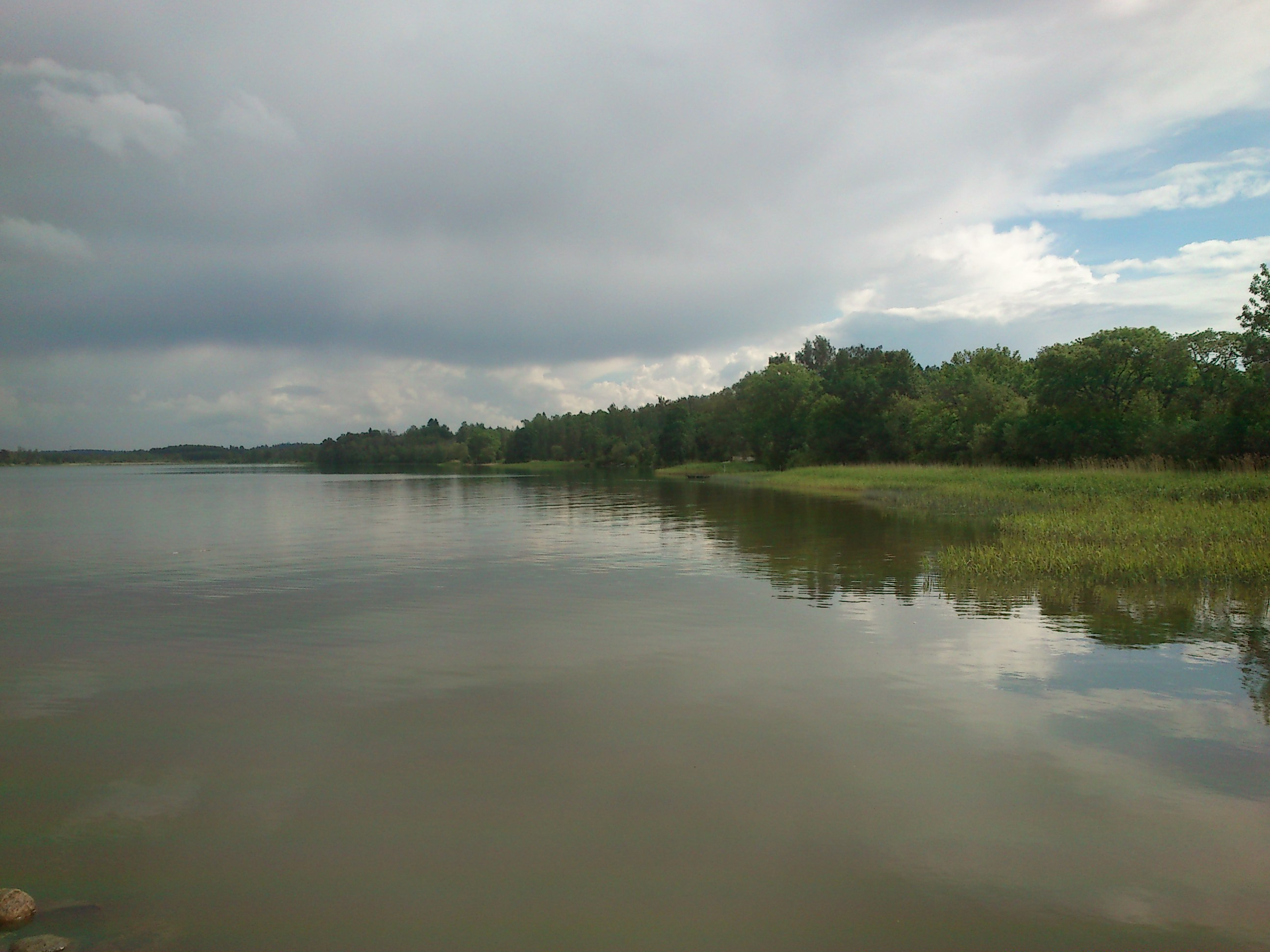
Озеро Ельярен